# Новый (Ковровский район)
Новый — посёлок в Ковровском районе Владимирской области России, центр Новосельского сельского поселения.

## География
Посёлок расположен в 9 км к югу от Коврова.

## История
В 1966 году посёлок центральной усадьбы совхоза «Ковровский» Великовского сельсовета был переименован в посёлок Новый. В 1969 году центр Великовского сельсовета был перенесен в посёлок Новый, в 1972 году сельсовет переименован в Новосельский. С 2005 года посёлок является центром Новосельского сельского поселения.

## Население
| 2002 | 2010 | 2021 |
| ---- | ---- | ---- |
| 941  | ↘877 | ↘813 |

## Инфраструктура
В посёлке расположены Новопоселковская средняя общеобразовательная школа, детский сад №4 "Колосок", фельдшерско-акушерский пункт, отделение федеральной почтовой связи, участковый пункт полиции.